# Sonate K. 395
La sonate K. 395 (F.341/L.65) en mi majeur est une œuvre pour clavier du compositeur italien Domenico Scarlatti.

## Présentation
La sonate K. 395 en mi majeur se présente en couple avec la sonate précédente en mineur, où se développait une cascade d'arpèges intenses et l'un des joyaux de la collection. Celle-ci, dans la seconde section comporte également un développement d'une rare intensité, notamment lorsque le chant est soutenu par des accords en ostinato descendants dans le grave. Les petites montées en escaliers (mesures 31 et 102) sont l'occasion de modulations inhabituelles.

## Manuscrits

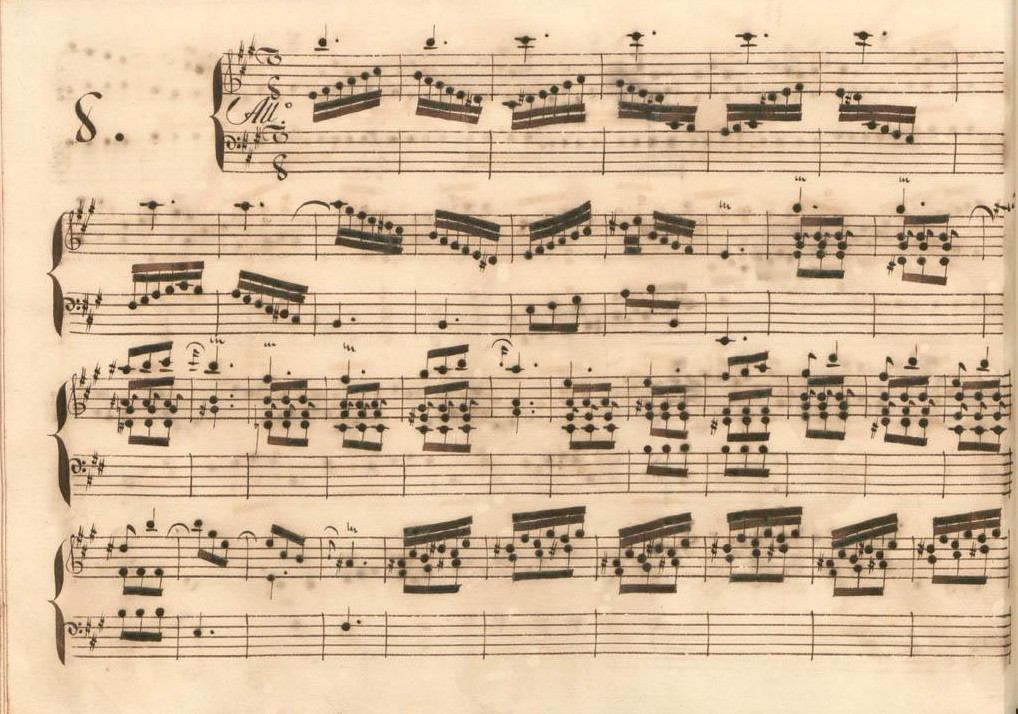
Début de la sonate, extraite du volume XI du manuscrit de Parme

Le manuscrit principal est le numéro 8 du volume IX (Ms. 9780) de Venise (1754), copié pour Maria Barbara ; l'autre étant Parme XI 8 (Ms. A. G. 31416). Les autres sources sont Münster III 44 (Sant Hs 3966) et Vienne E 39 (VII 28011 E).

## Interprètes
Au piano la sonate K. 395 est interprétée par Emil Gilels (1984, Ermitage/Aura) ; au clavecin par Blandine Verlet (1975, Philips), Scott Ross (Erato, 1985), Enrico Baiano (Symphonia) et Andreas Staier (1996, Teldec).

## Sources
: document utilisé comme source pour la rédaction de cet article.
- Ralph Kirkpatrick (trad. de l'anglais par Dennis Collins), Domenico Scarlatti, Paris, Lattès, coll. « Musique et Musiciens », 1982 (1re éd. 1953 (en)), 493 p. (OCLC 954954205, BNF 34689181).
- Alain de Chambure, « Domenico Scarlatti : Intégrale des sonates — Scott Ross », Erato (2564-62092-2), 1985 (OCLC 891183737) .
- Guy Sacre, La musique pour piano : dictionnaire des compositeurs et des œuvres, vol. II (J-Z), Paris, Robert Laffont, coll. « Bouquins », 1998, 2425 p. (ISBN 978-2-221-08566-0).